# Laura Coombs
Laura Coombs és una centrecampista de futbol internacional per Anglaterra, amb la qual va debutar l'octubre del 2015.

## Trajectòria
| Temporades                  | Club                                                                       | Títols                                    | Selecció (fases finals)             |
| --------------------------- | -------------------------------------------------------------------------- | ----------------------------------------- | ----------------------------------- |
| 07/08 - 10/11 10/11 2011    | Arsenal FC Nottingham Forest (cessió) Los Angeles Strikers (cessió)        | 3 Lligues, 2 Copes, 1 Copa, 1 Supercopa 0 | EC s19 2009 (C), EC s19 2010 (SC) 0 |
| 2011 - act. 12/13 2013 2016 | Chelsea FC London Bees (cessió) Los Angeles Strikers (cessió) Liverpool FC |                                           |                                     |